# Theo Irrgang

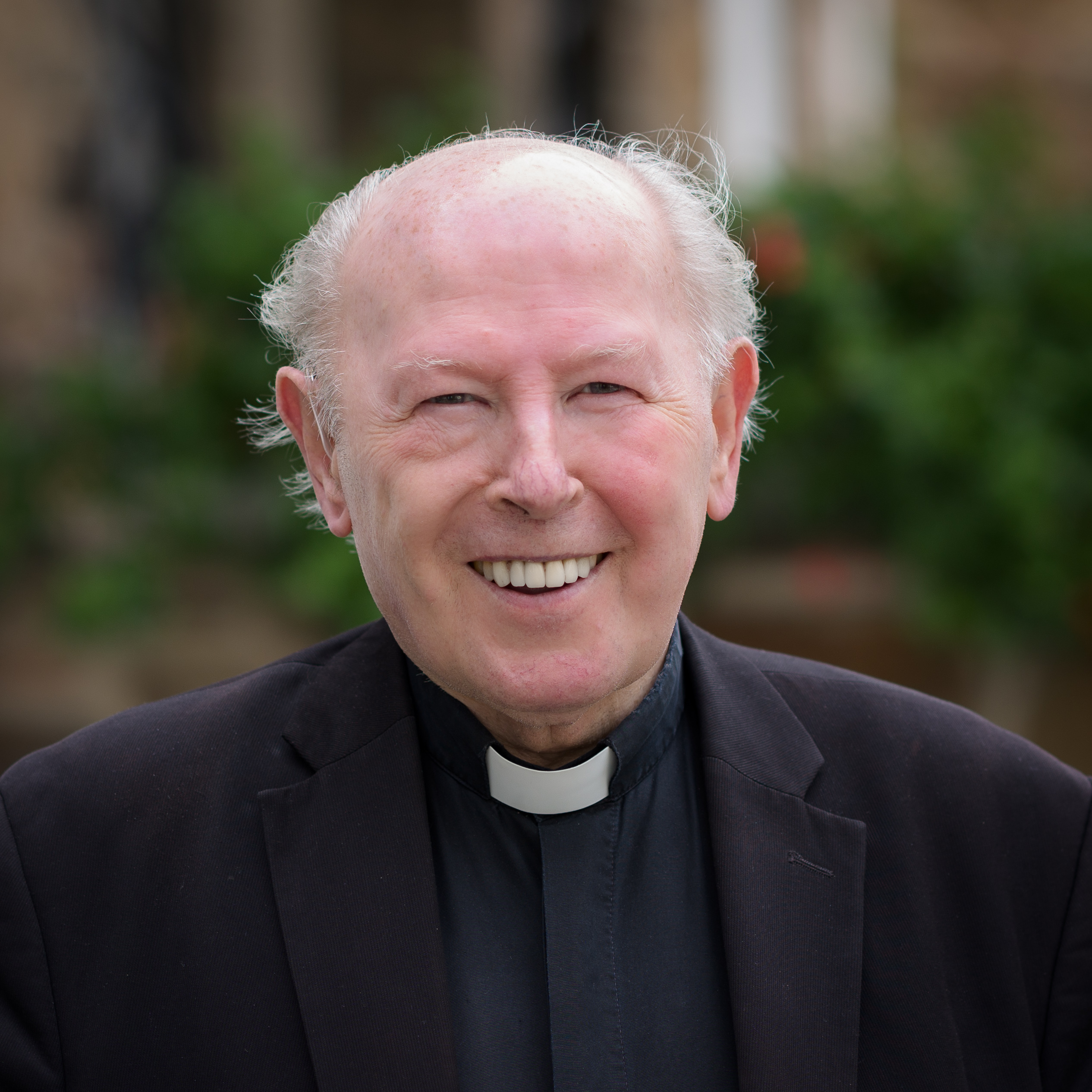
Theo Irrgang, 2020

Theodor „Theo“ Irrgang (Dr. theol.; * 12. Mai 1939 in Krickerhau, Slowakei; † 4. Februar 2023 in Köln) war ein deutscher römisch-katholischer Priester und Seelsorger der Prälatur vom Heiligen Kreuz und Opus Dei von karpatendeutscher Herkunft.

## Leben
Theodor Irrgang stammt aus den Karpaten, aus Krickerhau (slowakisch Handlová) im Hauerland, einem seinerzeit deutschen Siedlungsgebiet in der Slowakei. Seine Eltern Wilhelm Irrgang (1907–1990) und Jolanthe geb. Paull (1907–1998) waren Lehrer. 

Ende 1944, als Irrgang fünf Jahre alt war, wurde die Familie mit vielen anderen Krickerhauern aus Sorge vor weiteren Partisanenangriffen zunächst nach Odrau im damaligen Ostsudetenland evakuiert. Bereits Ende Januar 1945 wurden sie wegen des Vorrückens der Roten Armee weiter nach Westen bis zum Schneeberg in Tetschen-Bodenbach evakuiert, wo im April das 6. Kind der Familie geboren wurde. 

1946 wurde die Familie endgültig aus ihrer ursprünglichen Heimat vertrieben. Am 29. Juni kamen sie zunächst in ein Vertreibungslager, von wo aus am 16. Juli der Transport in Güterzugwaggons nach Mecklenburg-Vorpommern begann. Am 18. Juli 1946 kam die Familie nach Loitz an der Peene in der damaligen SBZ.
In Loitz wurde Vater Wilhelm Irrgang 1949 Direktor der dortigen Diesterweg-Oberschule. Einschneidend und zugleich prägend für die tief gläubige, christliche Familie war der frühe Tod von Irrgangs Schwester Brigitte, die 1954 in Loitz Opfer eines Sexualmords wurde. Zur Jahrtausendwende wurde Brigitte Irrgang unter die „Zeugen für Christus“ des 20. Jahrhunderts aufgenommen.

Sein 1. Schuljahr (1945/46) erlebte Irrgang an einer tschechischen Grundschule in Schneeberg.
Nach der Vertreibung besuchte er die Schule (2.–8. Schuljahr) zunächst in Sassen, ab 1949 dann in Loitz, wo er von 1953 bis 1957 die dortige Oberschule besuchte und das Abitur ablegte. Nach seinem Abitur wurde ihm von den Behörden bedeutet, dass es bereits genug Entgegenkommen des Staates sei, seinen drei älteren Brüdern die Erlaubnis zum Studium zu geben, er müsse nun als Arbeiter in die Loitzer Dübelfabrik gehen. Die Erfahrung, die Irrgang in dieser Fabrik machte, war ihm Zeit seines Lebens wertvoll. 

Aufgrund des zunehmenden politischen Drucks auf Christen in der Frühphase der DDR vor dem Mauerbau floh die ganze Familie Irrgang am 30. Juli 1958 aus der DDR ins Rheinland nach Linz.

Nach der Flucht in die Bundesrepublik legte Theo Irrgang in Neuwied erneut sein Abitur ab und begann zum Wintersemester 1958/59 das Studium der Mathematik und Physik auf Lehramt an der Rheinischen Friedrich-Wilhelms-Universität Bonn. In der dortigen Studentengemeinde lernte er das Opus Dei kennen, dem er sich 1961 anschloss. Während seines Studiums wirkte er am Aufbau des Studentenheims Schweidt in Köln mit.

Nach Abschluss des Lehramtsstudiums folgten Studien der Philosophie und Theologie in Rom (1968–70) und Pamplona (1970–72), wo er 1973 an der Universität von Navarra bei Amador García Bañón in katholischer Theologie mit der Arbeit El „Apostolado doctrinal“ segun M.J. Scheeben promoviert wurde. Die Priesterweihe empfing er am 13. August 1972 in Madrid.
Bei seiner Primiz am 27. August 1972 in St. Gereon in Köln hielt Kardinal Frings eine Festpredigt, die später auf Deutsch und Italienisch veröffentlicht wurde.
Bereits während seines Promotionsstudiums in Pamplona unterstützte er die Anfänge der Evangelisierungsarbeit der Prälatur in Finnland, was er auch von Deutschland aus für einige Jahre fortsetzte. Nach seiner Rückkehr nach Deutschland wirkte er als Seelsorger, Geistlicher Begleiter und Beichtvater in Köln, Aachen, Frankfurt, Düsseldorf und Mainz. Aufgrund seiner froh machenden, pastoralen Ausstrahlung war er während der 50 Jahre priesterlichen Lebens ein beliebter Seelsorger. Seine geistliche Bildungsarbeit umfasste Glaubenskurse, Einkehrtage, Besinnungstage und theologische Fortbildungen. Außerdem war er von 1976 bis 1988 Religionslehrer und Schulseelsorger am Mädchengymnasium Jülich. Schon von Krankheit gezeichnet feierte Irrgang am 13. August 2022 sein goldenes Priesterjubiläum in St. Pantaleon (Köln).
Irrgang starb 2023 im Alter von 83 Jahren und wurde in einer Gemeinschaftsgrabstätte von Opus Dei auf dem Kölner Melaten-Friedhof beigesetzt.